# Kunoichi
Kunoichi (Nhật: くノ一) là cụm từ chỉ ninja nữ.

## Từ nguyên học

viết các nét theo くノ一 (kunoichi) trở thành 女 (nữ)

Thuật ngữ này được cho là có nguồn gốc từ tên các chữ giống với ba nét cho chữ 女 - "nữ" của kanji theo thứ tự nét bút như sau:
- く: chữ "ku" trong hiragana
- ノ: chữ "no" trong katakana
- 一: chữ "nhất" trong kanji, tiếng Nhật đọc là "ichi"

Từ kunoichi không được sử dụng thường xuyên trong thời kỳ Edo. Điều này có lẽ vì trong thời đại này, chữ 女 không được viết bằng Khải thư mà thường viết bằng Thảo thư và Thảo Tự của "女" có thể không bị phân tách các nét thành "く", "ノ", và "一".Yoshimaru:p168

## Lịch sử thuật ngữ
Tập thứ tám của cuốn sách khái luận ninja mang tên Bansenshukai (Vạn xuyên tập hải, 萬川集海) được viết vào cuối thế kỷ 18 mô tả Kunoichi-no-jutsu (くノ一の術). Vốn từ này có thể được dịch là "nhẫn thuật dành cho phụ nữ"Yoshimaru:p170  và được sử dụng cho mục đích xâm nhập. Ý nghĩa "ninja nữ" có thể là một kiểu dụng ngữ hoàn toàn mang hơi hướng hiện đại, vốn dĩ xuất hiện lần đầu tiên trong cuốn tiểu thuyết Ninpō Hakkenden (Nhẫn pháp Bát khuyển truyện, 忍法八犬伝) của nhà văn Yamada Fūtarō viết vào năm 1974 và trở nên phổ biến trong những năm tiếp theo.Yoshimaru:p184